# 洪斯吕克山

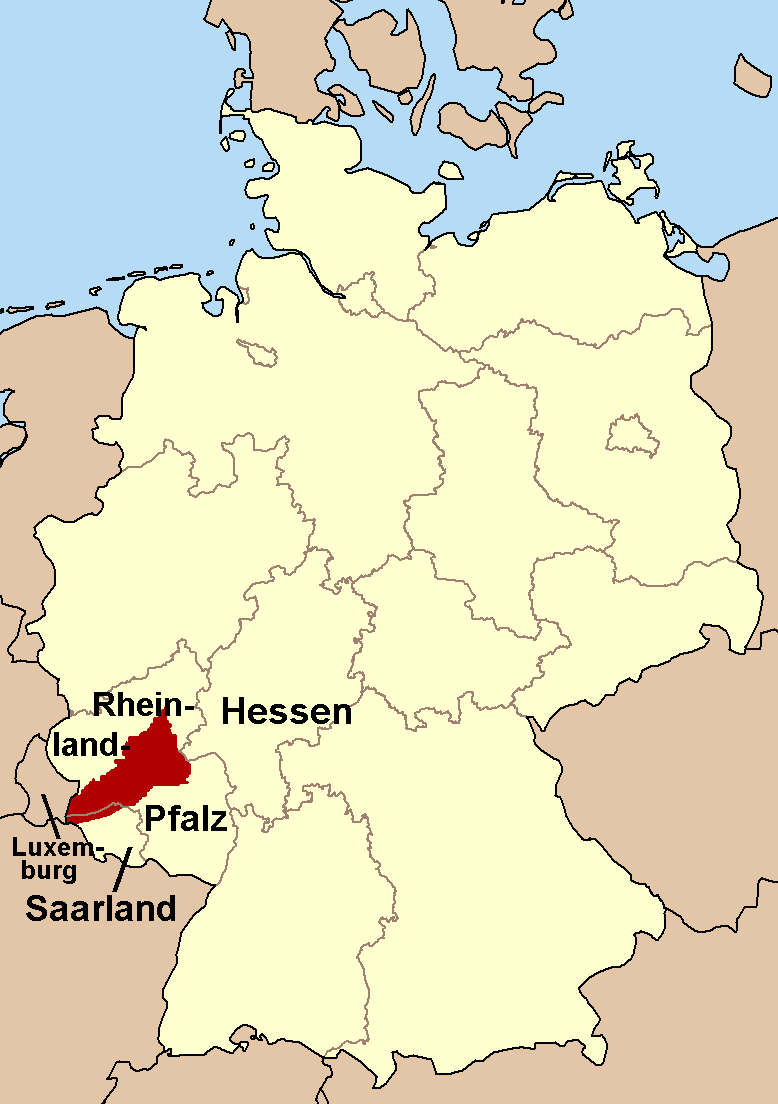
洪斯吕克山在德国的位置

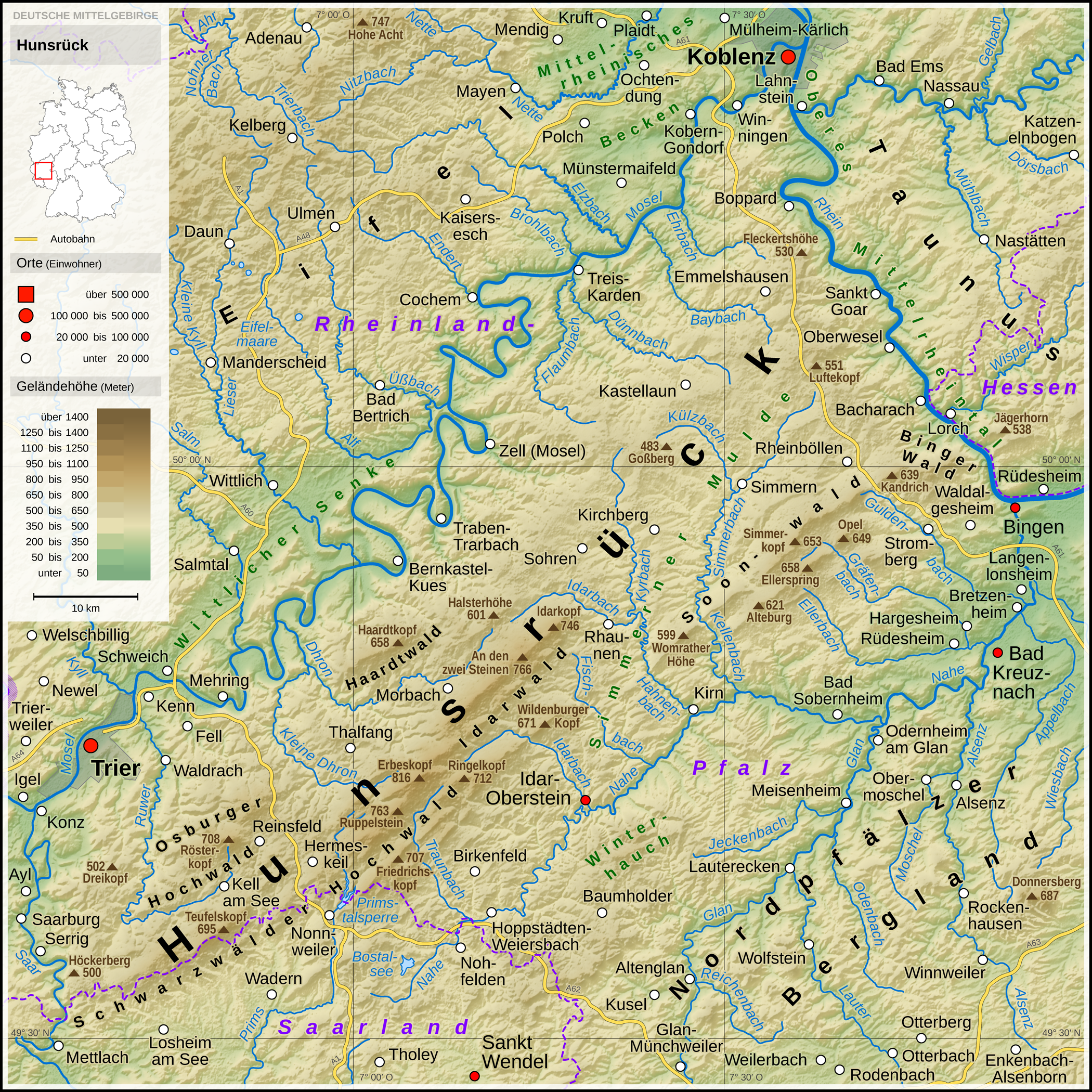
洪斯吕克山在莱茵兰-普法尔茨州和萨尔州的位置

洪斯吕克山脉（德語：Hunsrück，發音：[ˈhʊnsʁʏk] ⓘ）是德国莱茵兰-普法尔茨州的一座低矮的山脉。摩泽尔河（北面）、纳厄河（南面）和莱茵河（东面）三条河的河谷构成了它的边界。洪斯吕克山脉东面延伸到莱茵河东侧的陶努斯山，北面隔摩泽尔河与艾菲尔山相望，南面越过纳厄河就是普法尔茨地区。
洪斯吕克山属于多雨气候。地质构成为页岩。
洪斯吕克山脉的大部分山丘海拔高度都不超过400米。最高峰是埃尔伯斯科普夫山（Erbeskopf）海拔816米。
山区比较知名的城镇包括锡门、基希贝格、伊达尔-奥伯施泰因，卡斯特劳恩和莫尔巴赫。法兰克福-哈恩机场，这座发展中的廉价航空机场也位于这个地区。